# No Children
No Children fou un grup mallorquí de música punk rock.

## Trajectòria
No Children nasqué a començaments de l'any 1999 i debutaren l'any següent amb el maxi single autoeditat Katherine J. Cocks amb el qual es van donar a conèixer. L'any 2002 guanyà el concurs Art Jove de les Illes Balears, fet que suposà l'oportunitat de gravà un treball discogràfic complet, Never Look Back, mercès al qual van girar per primer cop per Europa i els Estats Units d'Amèrica (EUA).
Després de la gira pels EUA, el grup incorporà un segon guitarrista, Dimas Frias, i enregistraren el disc Reality. Al llarg de la seva carrera No Children va compartir escenari amb grups com No Fun At All, Bad Religion i Crim.

## Membres
- Marcos Escoriza: veu i guitarra
- Edy Pons: baix
- Daniel Ariola: bateria
- Dimas Frias: guitarra

## Discografia
- 2000: Katherine J. Cocks (Runaway Records)
- 2003: Never Look Back (Discmedi Blau)
- 2004: Reality (Electric Chair Music)
- 2010: Souls On Fire (Atticus Black Records)[4]